# فینسن ۱۷۹۴
سیارک ۱۷۹۴ (به انگلیسی: 1794 Finsen، نامگذاری:1970GA) هزار و هفتصد و نود و چهارمین سیارک کشف شده‌است که در ۷ آوریل ۱۹۷۰ کشف شد.
قدر مطلق سیارک برابر ۱۱٫۰۸ است.